# El árbol herido
El árbol herido es el título de un largometraje griego de 1986. La película fue dirigida por Dímos Avdeliódis, quien también escribió el guion y asumió la producción de la película junto con el Centro Griego de Cinematografía.
El título hace referencia al método empleado para la extracción de la resina de la almáciga, mediante el cual el lentisco (Pistacia lentiscus) "es bordado" (herido).

## Argumento
La historia tiene lugar en la isla de Quíos, en la década de 1960. Dos niños, muy buenos amigos, tienen un conflicto poco antes de que cierre la escuela para las vacaciones de verano a partir de un incidente desafortunado. Durante el verano, uno de los niños ayuda a su madre en la extracción de la mastiha, la resina del lentisco. Más tarde, a mediados de verano, los amigos se encuentran de nuevo. El maravilloso verano que van a disfrutar pronto se verá interrumpido por la llegada del otoño.

## Reparto
| Actor                  | Personaje           |
| ---------------------- | ------------------- |
| Yannis Avdeliodis      | Giannis             |
| Nikos Mioteris         | Vangelis            |
| Marina Delivoria       | Madre de Giannis    |
| Katerina Kyriakodi     | Angeliki            |
| Dimos Avdeliodis       | Marino loco         |
| Takis Agoris           |                     |
| Yannis Koliaros        | Profesor            |
| Vagelio Misailidou     | Madre de Vangelis   |
| Kostas Kalamotoessis   |                     |
| Dimitris Sideratos     | Captura pájaros     |
| Stelios Makrias        | Padre de Angelikis  |
| Despina Psalti         | Madre de Angeliki's |
| Yannis Sitaras         |                     |
| Yorgos Kanarios        | Driver              |
| Dimitris Kelis         |                     |
| Parashos Kalitsis      | Sacerdote           |
| Stelios Mioteris       |                     |
| Yannis Koemakis        |                     |
| Nikos Koutsodontis     |                     |
| Pandelis Varkaris      |                     |
| Kostas Neamonitis      |                     |
| Sakis Pipidis          |                     |
| Zafeira Agori          |                     |
| Kostakis Agoris        |                     |
| Eleni Arapi            |                     |
| Lemonia Arapi          |                     |
| Ourania Avdeliodi      |                     |
| Aristodimos Avdeliodis |                     |
| Makarios Avdeliodis    |                     |
| Giorgos Avdeliodis     |                     |
| Marios Avdeliodis      |                     |
| Panagiotis Avdeliodis  |                     |
| Nitsa Boulaziri        |                     |
| Stelios Dimitrakis     |                     |
| Andreas Galanis        |                     |
| Spyros Hatzakis        |                     |
| Manolis Lavidas        |                     |
| Epameinondas Mikidis   |                     |
| Giannis Moutafis       | Fotógrafo           |
| Kostas Kalisperis      |                     |
| Giorgos Pavlidakis     |                     |
| Manolis Plantzos       |                     |
| Nikos Sarantinoudis    |                     |
| Argyro Smyrnioudi      |                     |
| Angeliki Pitsaki       |                     |
| Spyros Pitsakis        |                     |
| Kostas Stamoulis       |                     |
| Giorgos Psaroudis      |                     |
| Nikos Psaroudis        |                     |
| Nikos Sideratos        |                     |
| Lemonia Zyglaki        |                     |
| Hrysanthos Vasileiou   |                     |

## Distinciones
La película recibió numerosos premios, tanto en Grecia como en el extranjero. Entre ellos, la mención especial de la Unión Panhelénica de Críticos de Cine en el marco del Festival de Cine de Tesalónica, el premio de la comisión europea de cine de la juventud del Festival de Berlín, el Elefante de Oro a la mejor película y el Elefante de Plata a la dirección en el Festival en Nueva Delhi. También participó la Semana de la crítica del Festival de cine de Cannes en 1987.